# Bernard Heinze
Pour les articles homonymes, voir Heinze.
Sir  Bernard Thomas Heinze, AC, né le 1er juillet 1894 à Shepparton (Australie) et mort le 10 juin 1982 à Bellevue Hill (Sydney), en Australie, est un chef d'orchestre australien, universitaire et directeur du Conservatoire de musique d'État de Nouvelle-Galles du Sud (en).
Il dirige tous les orchestres de l'ABC, plus particulièrement le Melbourne Symphony Orchestra, dont il est chef d'orchestre de 1933 à 1950. En outre, il a été chef d'orchestre du Royal Melbourne Philharmonic à partir de 1927, devenant chef d'orchestre honoraire à vie dans les années 1960 et continuant son association avec le RMP jusqu'en 1978.
En outre, il a été chef invité de l'Orchestre symphonique d'Adélaïde en 1939. Découragé par le manque d'intérêt du public australien pour la musique, il fonde les Concerts pour enfants. Il a également lancé les Young Performers Awards, qui continuent de mettre en valeur les talents internationaux émergents.
Il a présenté au public australien les œuvres d'Anton Bruckner, Dmitri Chostakovitch, Béla Bartók et William Walton et a promu des compositeurs australiens. En 1949, il est devenu le premier Australien à être fait chevalier pour ses services à la musique. Par l'enseignement et la performance, notamment via la radiodiffusion, il a joué un rôle central dans les activités artistiques de son pays. Dans ses dernières années, il était tout simplement l'homme célibataire le plus influent de la musique australienne, un critique ayant déclaré : « il n'y a pas une fibre de notre vie musicale qui n'ait été modifiée par sa carrière ».

## Biographie
Bernard Heinze naît à Shepparton (Victoria) le 1er juillet 1894 et est le fils de Benjamin Heinze, un horloger et bijoutier d'origine allemande, et de sa femme née dans le Yorkshire, Minnie Heinze, née Greenwell. Formé au St Patrick's Catholic College, à Ballarat, Heinze reçoit des cours de violon à un âge précoce, sous la direction de Walter Gude (1904-1912) d'abord à Ballarat, puis à l'Université de Melbourne sous Franklin Peterson, avant de recevoir le (Sir Bourse William) Clarke au Royal College of Music de Londres (1913).
La Première Guerre mondiale interrompt les études de Heinze et sa carrière est donc suspendue. Il est mobilisé en mai 1916 et incorporé au British Royal Garrison Artillery Special Reserve Regiment et combat à Arras, Ypres, dans la Somme et à Passchendaele.
Avec l'avènement de la paix, Heinze étudie à Paris à la Schola Cantorum, sous la direction de Vincent d'Indy. Il rentre chez lui en 1923. À l'âge de 32 ans, il succède à William Laver au poste de professeur Ormond de musique à l'Université de Melbourne. Il occupe ce poste de professeur jusqu'en 1957 et joue un rôle crucial dans la création de la Faculté de musique. Ainsi, il influence la politique d'éducation gouvernementale pour l'introduction réussie de la musique dans le programme scolaire de l'État.
Son dernier poste important et celui de directeur du New South Wales State Conservatorium of Music (1956-1966) succédant à Sir Eugène Goossens, qui avait démissionné à la suite d'un scandale. Après avoir quitté la direction en 1966, Heinze continue à diriger les principaux orchestres australiens sur une base régulière jusqu'à la fin des années 1970. Il dirige également des orchestres à l'étranger : le 14 janvier 1947, il est le chef d'orchestre du Toronto Symphony Orchestra lors des débuts en concerto professionnel de Glenn Gould, 14 ans, qui interprète le Concerto pour piano no 4 de Beethoven.
Il meurt le 10 juin 1982, âgé de 87 ans, à Bellevue Hill (Sydney), laissant dans le deuil son épouse Valerie, née Hennessy.

## Honneurs
- Bernard Heinze est devenu fellow du Royal College of Music en 1931.
- Il a été fait chevalier en 1949, le premier musicien australien à recevoir cet honneur[3].
- Sir Bernard est élu Australian of the Year 1974[4].
- L'Australia Day 1976, il est nommé Compagnon de l'Ordre d'Australie pour ses services à la musique australienne[5].

## Sources
- ABC: Dimension dans le temps
- Cimetière de Brighton
- australianoftheyear
- voice.unimelb
- unimelb
- stateart
- uninews unimelb
- voice.unimelb
- move.com.au
- slv.vic.gov.au
- musicaustralia